# Belco Bah
Belco Bah (1958 – 21 de abril de 2020) foi um político maliano que era membro da Assembleia Nacional, representando o distrito eleitoral Niono na região de Ségou, de 2013 até sua morte, em abril de 2020, de COVID-19.
Bah nasceu em 1958.
Bah era membro da União Maliana para o Rally Democrático Africano (UM-RDA). Foi eleito para a Assembleia Nacional, representando Niono, nas eleições parlamentares de 2013 no Mali. Buscou a reeleição nas eleições parlamentares do Mali em 2020, mas foi derrotado no primeiro turno em 29 de março de 2020, por Diadié Bah, da Aliança Democrática pela Paz (ADP-MALIBA). Ainda estava no cargo quando morreu, em 21 de abril, pois o segundo turno das eleições parlamentares ainda não havia sido concluído.
Belco Bah morreu em Niono de COVID-19 em 21 de abril de 2020.